# The BossHoss
The BossHoss – niemiecki zespół country, założony w Berlinie w 2004 r. grający covery znanych piosenek.

## Członkowie zespołu
- Boss Burns (Alec Völkel; śpiew, tarka do prania) – członek założyciel
- Hoss Power (Sascha Vollmer; śpiew, gitara) – członek założyciel
- Frank Doe (Ansgar Freyberg; (perkusja)
- Hank Doodle (Mathias Fauvet; mandolina, tarka do prania, harfa)
- Guss Brooks (André Neumann; kontrabas)
- Russ T. Nail (Dean Micetech; gitara elektryczna)
- Ernesto Escobar de Tijuana (Tobias Fischer; instrumenty perkusyjne, keytar, melodyka)

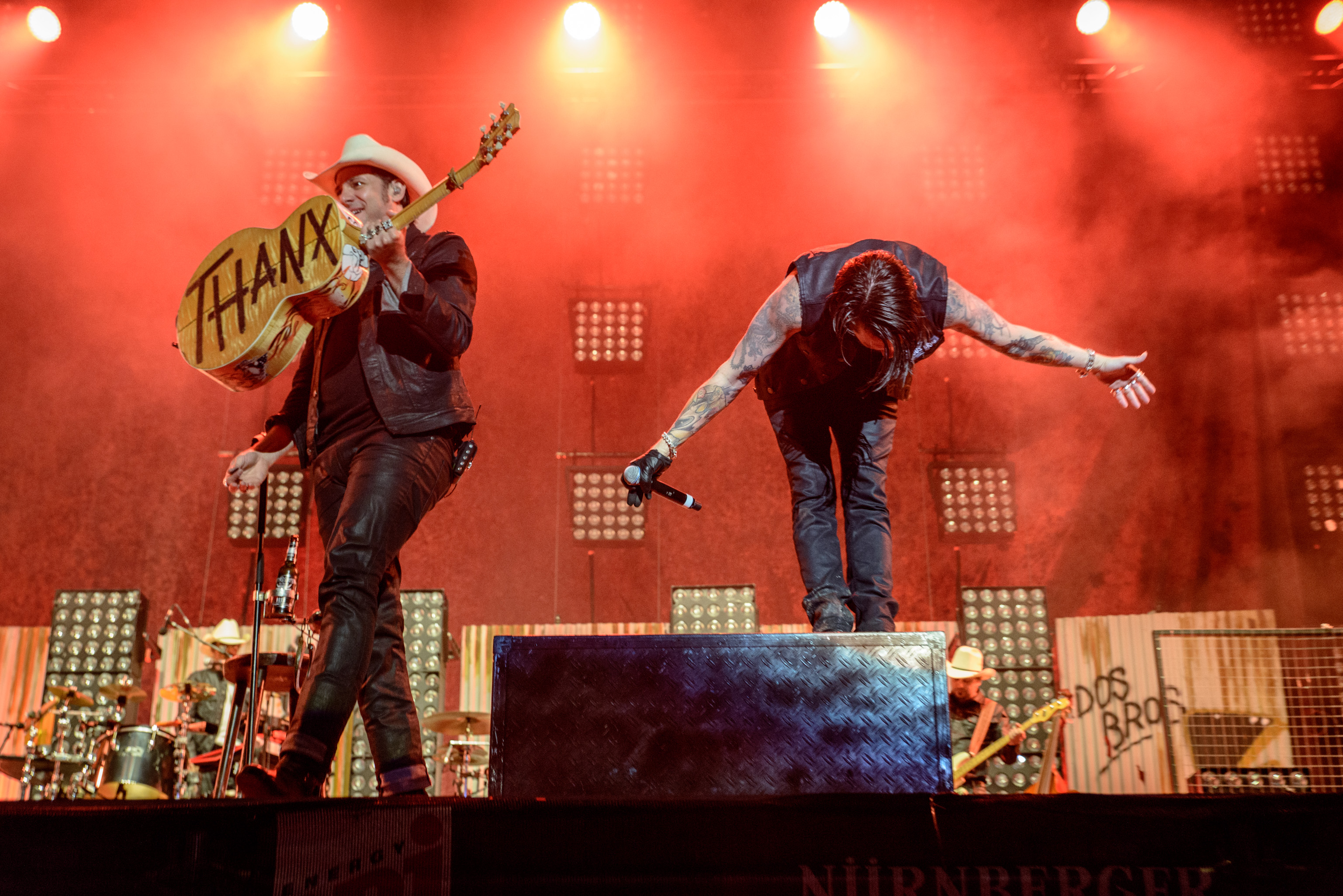
2016

## Dyskografia

### Albumy
- 2005 Internashville Urban Hymns
- 2006 Rodeo Radio
- 2007 Stallion Battalion
- 2009 Do or Die
- 2010 Low Voltage
- 2011 Liberty of Action
- 2013 Flames of Fame
- 2015 Dos Bros
- 2017 The Very Best of Greatest Hits (2005 - 2017)
- 2018 Black is Beautiful

### Albumy koncertowe
- 2008 Stallion Battalion - Live from Cologne
- 2013 Flames of Fame Live Over Berlin
- 2016 Dos Bros Live

### Single
- 2005 Hey Ya!
- 2005 Hot In Herre / Like Ice In The Sunshine
- 2006 I Say a Little Prayer
- 2006 Ring Ring Ring
- 2006 Rodeo Radio
- 2007 Everything Counts / Truck'n'Roll Rules
- 2008 Shake & Shout
- 2008 Word Up
- 2009 Last Day (Do or Die)
- 2010 Break Free
- 2011 Don't Gimme That
- 2012 Live It Up
- 2012 Truckstar
- 2014 Do It
- 2014 My Personal Song
- 2015 Dos Bros
- 2015 Jolene
- 2014 Whatever
- 2017 Sing My Personal Song
- 2018 A/Y/O
- 2018 Black is Beautiful
- 2019 She
- 2019 Little Help (feat. Mimi & Josy)

### DVD
- 2005 Internashville Urban Hymns, die DVD (dostępne tylko w Niemczech)